# Nao Albet i Roig
Nao Albet i Roig (Queralbs, 24 de desembre de 1990) és un actor català conegut principalment pel seu paper de Martí Estelrich a Ventdelplà. També és conegut per interpretar a Marcelo a la popular sèrie de TVE1, Cuéntame como pasó.
Nao Albet va començar la seva carrera com a actor en el teatre als 10 anys, en el musical The Full Monty, dirigida per Mario Gas, i l'obra de William Shakespeare Juli Cèsar dirigida per Àlex Rigola.
La fama li va arribar el 2005, amb el paper de Martí Estelrich a la sèrie de Tv3 Ventdelplà, on va estar durant sis temporades. En 2010, va donar el salt a la televisió estatal amb el paper de Marcelo en la popular sèrie de TVE Cuéntame cómo pasó.
Ha desenvolupat la major part de la seva carrera com a actor al teatre, on ha treballat amb directors de la talla d'Àlex Rigola, Calixto Bieito, Josep Maria Pou, Carme Portaceli i Magda Puyo. Al costat del també actor Marcel Borràs, ha escrit i dirigit més de mitja dotzena d'obres de teatre com Atraco, paliza y muerte en Agbanäspach, HAMLE.T.3 i Mammón, entre d'altres. En totes les seves obres també participa com a actor. Al novembre de 2016 se'ls atorga el Premi Ojo Crítico de Teatro, de RNE. També van guanyar el Premi Butaca 2010 al millor text teatral per Democràcia, i el Premi de la Crítica 2015 al millor text teatral per Mammón. El 2021 va col·laborar en l'obra Billy's violence de Jan Lauwers, estrenada al Teatre Nacional de Catalunya.
En la seva faceta musical, Albet és compositor i toca diversos instruments entre els quals destaquen piano i teclats, guitarra i baix. Va començar a tocar el piano a edat molt primerenca, amb 5 o 6 anys, i, posteriorment, va aprendre a tocar la bateria. Es fill del flautista David Albet.
De 2009 a 2015 va ser cantant i a la baixista de Bumpie Band, grup amb el qual tocaven beat, blues i rock britànic dels anys 60. Amb aquesta banda van gravar el 2012 un disc de producció pròpia,Trupperman, que només està disponible en format digital en plataformes com Spotify, Bandcamp i SoundCloud. L'any 2015 inicia un nou projecte musical amb Adrià González, excomponent de Bumpie Band, anomenat Cactuz, amb el qual van debutar a l'Estudi 78 de Barcelona al maig de 2016.
A partir de 2015, Albet també compon l'espai sonor d'algunes obres de teatre per directors com Àlex Rigola i Magda Puyo.

## Filmografia[calcitació]

### Sèries de televisió
- Majoria absoluta (2004)
- Ventdelplà (2005-2010)
- Cuéntame cómo pasó (2010-)
- Cites (2016)
- Merlí (2017)
- Benvinguts a la família (2018)
- Escenario 0 (2021)
- Hache (2021)
- Merlí: Sapere Aude (2021)

### Telefilms
- Salaó: temps de conserva (2013)
- El cas dels catalans (2014)
- Jo, Ramon Llull (2016)
- Pau (2017)

### Pel·lícules
- Forasters (2008)
- El Kaserón (2010)
- El dios de madera (2010)
- Incidències (2015)
- La película de nuestra vida (2016)
- Superlópez (2018)